# Cury
Cury is een civil parish in het Engelse graafschap Cornwall. In 2001 telde het dorp 388 inwoners.